# 1973年のアメリカンリーグチャンピオンシップシリーズ
1973年の野球において、メジャーリーグベースボール（MLB）のポストシーズンは10月6日に開幕した。アメリカンリーグの第5回リーグチャンピオンシップシリーズ（5th American League Championship Series、以下「リーグ優勝決定戦」と表記）は、同日から11日にかけて計5試合が開催された。その結果、オークランド・アスレチックス（西地区）がボルチモア・オリオールズ（東地区）を3勝2敗で下し、2年連続11回目のリーグ優勝および10回目のワールドシリーズ進出を果たした。
両球団がリーグ優勝決定戦で対戦するのは、1971年以来2年ぶり2度目。この年のレギュラーシーズンでは両球団は12試合対戦し、アスレチックスが7勝5敗と勝ち越していた。この年からアメリカンリーグでは指名打者（DH）制度が導入されており、今シリーズではポストシーズン史上初めてDH制ありの試合が開催された。ただ、このあとのワールドシリーズではDH制は全試合で不採用となった。アスレチックスは、レギュラーシーズンや今シリーズとは違う戦いをワールドシリーズで強いられたものの、ナショナルリーグ王者ニューヨーク・メッツを4勝3敗で下し、2年連続7度目の優勝を成し遂げた。

## 試合結果
1973年のアメリカンリーグ優勝決定戦は10月6日に開幕し、途中に雨天順延を挟んで6日間で5試合が行われた。日程・結果は以下の通り。
| 日付                                                         | 試合  | ビジター球団（先攻）         | スコア   | ホーム球団（後攻）           | 開催球場                                        | 開催球場                                                                   |
| ------------------------------------------------------------ | ----- | ---------------------------- | -------- | ---------------------------- | ----------------------------------------------- | -------------------------------------------------------------------------- |
| 10月06日（土）                                               | 第1戦 | オークランド・アスレチックス | 0－6     | ボルチモア・オリオールズ     | メモリアル・スタジアム                          | メモリアル・ · スタジアムオークランド・アラメダ・ · カウンティ・コロシアム |
| 10月07日（日）                                               | 第2戦 | オークランド・アスレチックス | 6－3     | ボルチモア・オリオールズ     | メモリアル・スタジアム                          | メモリアル・ · スタジアムオークランド・アラメダ・ · カウンティ・コロシアム |
| 10月08日（月）                                               | 第3戦 | 雨天順延                     | 雨天順延 | 雨天順延                     | オークランド・アラメダ・ カウンティ・コロシアム | メモリアル・ · スタジアムオークランド・アラメダ・ · カウンティ・コロシアム |
| 10月09日（火）                                               | 第3戦 | ボルチモア・オリオールズ     | 1－2x    | オークランド・アスレチックス | オークランド・アラメダ・ カウンティ・コロシアム | メモリアル・ · スタジアムオークランド・アラメダ・ · カウンティ・コロシアム |
| 10月10日（水）                                               | 第4戦 | ボルチモア・オリオールズ     | 5－4     | オークランド・アスレチックス | オークランド・アラメダ・ カウンティ・コロシアム | メモリアル・ · スタジアムオークランド・アラメダ・ · カウンティ・コロシアム |
| 10月11日（木）                                               | 第5戦 | ボルチモア・オリオールズ     | 0－3     | オークランド・アスレチックス | オークランド・アラメダ・ カウンティ・コロシアム | メモリアル・ · スタジアムオークランド・アラメダ・ · カウンティ・コロシアム |
| 優勝：オークランド・アスレチックス（3勝2敗 / 2年連続11度目） |       |                              |          |                              |                                                 | メモリアル・ · スタジアムオークランド・アラメダ・ · カウンティ・コロシアム |

### 第1戦 10月6日
- メモリアル・スタジアム（メリーランド州ボルチモア）

|                              | 1 | 2 | 3 | 4 | 5 | 6 | 7 | 8 | 9 | R | H  | E |
| ---------------------------- | - | - | - | - | - | - | - | - | - | - | -- | - |
| オークランド・アスレチックス | 0 | 0 | 0 | 0 | 0 | 0 | 0 | 0 | 0 | 0 | 5  | 1 |
| ボルチモア・オリオールズ     | 4 | 0 | 0 | 0 | 0 | 0 | 1 | 1 | X | 6 | 12 | 0 |

1. 勝利：ジム・パーマー（1勝）
2. 敗戦：ヴァイダ・ブルー（1敗）
3. 審判
［球審］ネスター・チャイラク
［塁審］一塁: ビル・ハラー、二塁: ジョージ・マロニー、三塁: ジム・オドム
［外審］左翼: マール・アンソニー、右翼: ラリー・マッコイ
4. 試合開始時刻: 東部夏時間（UTC-4）午後1時12分  試合時間: 2時間51分  観客: 4万1279人
詳細: Baseball-Reference.com

| オークランド・アスレチックス | オークランド・アスレチックス | オークランド・アスレチックス | オークランド・アスレチックス | オークランド・アスレチックス                                                                                             | ボルチモア・オリオールズ | ボルチモア・オリオールズ | ボルチモア・オリオールズ | ボルチモア・オリオールズ | ボルチモア・オリオールズ |
| ---------------------------- | ---------------------------- | ---------------------------- | ---------------------------- | --- | ------------------------ | ------------------------ | ------------------------ | ------------------------ | --- |
| 打順                         | 守備                         | 選手                         | 打席                         | V・ブルーR・フォッシーG・テナスD・グリーンS・バンドーB・キャンパネリスJ・ルディA・マングアールR・ジャクソンD・ジョンソン | 打順                     | 守備                     | 選手                     | 打席                     | J・パーマーA・エチェバレンE・ウィリ · アムズB・グリッチB・ロビンソンM・ベランガーD・ベイラーP・ブレアーM・レッテン · マンドT・デービス |
| 1                            | 遊                           | B・キャンパネリス            | 右                           | V・ブルーR・フォッシーG・テナスD・グリーンS・バンドーB・キャンパネリスJ・ルディA・マングアールR・ジャクソンD・ジョンソン | 1                        | 右                       | M・レッテンマンド        | 右                       | J・パーマーA・エチェバレンE・ウィリ · アムズB・グリッチB・ロビンソンM・ベランガーD・ベイラーP・ブレアーM・レッテン · マンドT・デービス |
| 2                            | 左                           | J・ルディ                    | 右                           | V・ブルーR・フォッシーG・テナスD・グリーンS・バンドーB・キャンパネリスJ・ルディA・マングアールR・ジャクソンD・ジョンソン | 2                        | 二                       | B・グリッチ              | 右                       | J・パーマーA・エチェバレンE・ウィリ · アムズB・グリッチB・ロビンソンM・ベランガーD・ベイラーP・ブレアーM・レッテン · マンドT・デービス |
| 3                            | 三                           | S・バンドー                  | 右                           | V・ブルーR・フォッシーG・テナスD・グリーンS・バンドーB・キャンパネリスJ・ルディA・マングアールR・ジャクソンD・ジョンソン | 3                        | 中                       | P・ブレアー              | 右                       | J・パーマーA・エチェバレンE・ウィリ · アムズB・グリッチB・ロビンソンM・ベランガーD・ベイラーP・ブレアーM・レッテン · マンドT・デービス |
| 4                            | 右                           | R・ジャクソン                | 左                           | V・ブルーR・フォッシーG・テナスD・グリーンS・バンドーB・キャンパネリスJ・ルディA・マングアールR・ジャクソンD・ジョンソン | 4                        | DH                       | T・デービス              | 右                       | J・パーマーA・エチェバレンE・ウィリ · アムズB・グリッチB・ロビンソンM・ベランガーD・ベイラーP・ブレアーM・レッテン · マンドT・デービス |
| 5                            | DH                           | D・ジョンソン                | 右                           | V・ブルーR・フォッシーG・テナスD・グリーンS・バンドーB・キャンパネリスJ・ルディA・マングアールR・ジャクソンD・ジョンソン | 5                        | 左                       | D・ベイラー              | 右                       | J・パーマーA・エチェバレンE・ウィリ · アムズB・グリッチB・ロビンソンM・ベランガーD・ベイラーP・ブレアーM・レッテン · マンドT・デービス |
| 6                            | 一                           | G・テナス                    | 右                           | V・ブルーR・フォッシーG・テナスD・グリーンS・バンドーB・キャンパネリスJ・ルディA・マングアールR・ジャクソンD・ジョンソン | 6                        | 三                       | B・ロビンソン            | 右                       | J・パーマーA・エチェバレンE・ウィリ · アムズB・グリッチB・ロビンソンM・ベランガーD・ベイラーP・ブレアーM・レッテン · マンドT・デービス |
| 7                            | 中                           | A・マングアール              | 右                           | V・ブルーR・フォッシーG・テナスD・グリーンS・バンドーB・キャンパネリスJ・ルディA・マングアールR・ジャクソンD・ジョンソン | 7                        | 一                       | E・ウィリアムズ          | 右                       | J・パーマーA・エチェバレンE・ウィリ · アムズB・グリッチB・ロビンソンM・ベランガーD・ベイラーP・ブレアーM・レッテン · マンドT・デービス |
| 8                            | 捕                           | R・フォッシー                | 右                           | V・ブルーR・フォッシーG・テナスD・グリーンS・バンドーB・キャンパネリスJ・ルディA・マングアールR・ジャクソンD・ジョンソン | 8                        | 捕                       | A・エチェバレン          | 右                       | J・パーマーA・エチェバレンE・ウィリ · アムズB・グリッチB・ロビンソンM・ベランガーD・ベイラーP・ブレアーM・レッテン · マンドT・デービス |
| 9                            | 二                           | D・グリーン                  | 右                           | V・ブルーR・フォッシーG・テナスD・グリーンS・バンドーB・キャンパネリスJ・ルディA・マングアールR・ジャクソンD・ジョンソン | 9                        | 遊                       | M・ベランガー            | 右                       | J・パーマーA・エチェバレンE・ウィリ · アムズB・グリッチB・ロビンソンM・ベランガーD・ベイラーP・ブレアーM・レッテン · マンドT・デービス |
| 先発投手                     | 先発投手                     | 先発投手                     | 投球                         | V・ブルーR・フォッシーG・テナスD・グリーンS・バンドーB・キャンパネリスJ・ルディA・マングアールR・ジャクソンD・ジョンソン | 先発投手                 | 先発投手                 | 先発投手                 | 投球                     | J・パーマーA・エチェバレンE・ウィリ · アムズB・グリッチB・ロビンソンM・ベランガーD・ベイラーP・ブレアーM・レッテン · マンドT・デービス |
| V・ブルー                    | V・ブルー                    | V・ブルー                    | 左                           | V・ブルーR・フォッシーG・テナスD・グリーンS・バンドーB・キャンパネリスJ・ルディA・マングアールR・ジャクソンD・ジョンソン | J・パーマー              | J・パーマー              | J・パーマー              | 右                       | J・パーマーA・エチェバレンE・ウィリ · アムズB・グリッチB・ロビンソンM・ベランガーD・ベイラーP・ブレアーM・レッテン · マンドT・デービス |

### 第2戦 10月7日
- メモリアル・スタジアム（メリーランド州ボルチモア）

|                              | 1 | 2 | 3 | 4 | 5 | 6 | 7 | 8 | 9 | R | H | E |
| ---------------------------- | - | - | - | - | - | - | - | - | - | - | - | - |
| オークランド・アスレチックス | 1 | 0 | 0 | 0 | 0 | 2 | 0 | 2 | 1 | 6 | 9 | 0 |
| ボルチモア・オリオールズ     | 1 | 0 | 0 | 0 | 0 | 1 | 0 | 1 | 0 | 3 | 8 | 0 |

1. 勝利：キャットフィッシュ・ハンター（1勝）
2. セーブ：ローリー・フィンガーズ（1S）
3. 敗戦：デーブ・マクナリー（1敗）
4. 本塁打
OAK：バート・キャンパネリス1号ソロ、ジョー・ルディ1号ソロ、サル・バンドー1号ソロ・2号2ラン
5. 審判
［球審］ビル・ハラー
［塁審］一塁: ネスター・チャイラク、二塁: ジョージ・マロニー、三塁: ジム・オドム
［外審］左翼: マール・アンソニー、右翼: ラリー・マッコイ
6. 試合開始時刻: 東部夏時間（UTC-4）午後2時6分  試合時間: 2時間42分  観客: 4万8425人
詳細: Baseball-Reference.com

| オークランド・アスレチックス | オークランド・アスレチックス | オークランド・アスレチックス | オークランド・アスレチックス | オークランド・アスレチックス                                                                                               | ボルチモア・オリオールズ | ボルチモア・オリオールズ | ボルチモア・オリオールズ | ボルチモア・オリオールズ | ボルチモア・オリオールズ                                                                                                   |
| ---------------------------- | ---------------------------- | ---------------------------- | ---------------------------- | --- | ------------------------ | ------------------------ | ------------------------ | ------------------------ | --- |
| 打順                         | 守備                         | 選手                         | 打席                         | C・ハンターR・フォッシーG・テナスD・グリーンS・バンドーB・キャンパネリスJ・ルディA・マングアールR・ジャクソンD・ジョンソン | 打順                     | 守備                     | 選手                     | 打席                     | D・マクナリーE・ウィリアムズB・パウエルB・グリッチB・ロビンソンM・ベランガーA・バンブリーP・ブレアーR・コギンスT・デービス |
| 1                            | 遊                           | B・キャンパネリス            | 右                           | C・ハンターR・フォッシーG・テナスD・グリーンS・バンドーB・キャンパネリスJ・ルディA・マングアールR・ジャクソンD・ジョンソン | 1                        | 左                       | A・バンブリー            | 左                       | D・マクナリーE・ウィリアムズB・パウエルB・グリッチB・ロビンソンM・ベランガーA・バンブリーP・ブレアーR・コギンスT・デービス |
| 2                            | 左                           | J・ルディ                    | 右                           | C・ハンターR・フォッシーG・テナスD・グリーンS・バンドーB・キャンパネリスJ・ルディA・マングアールR・ジャクソンD・ジョンソン | 2                        | 右                       | R・コギンス              | 左                       | D・マクナリーE・ウィリアムズB・パウエルB・グリッチB・ロビンソンM・ベランガーA・バンブリーP・ブレアーR・コギンスT・デービス |
| 3                            | 三                           | S・バンドー                  | 右                           | C・ハンターR・フォッシーG・テナスD・グリーンS・バンドーB・キャンパネリスJ・ルディA・マングアールR・ジャクソンD・ジョンソン | 3                        | DH                       | T・デービス              | 右                       | D・マクナリーE・ウィリアムズB・パウエルB・グリッチB・ロビンソンM・ベランガーA・バンブリーP・ブレアーR・コギンスT・デービス |
| 4                            | 右                           | R・ジャクソン                | 左                           | C・ハンターR・フォッシーG・テナスD・グリーンS・バンドーB・キャンパネリスJ・ルディA・マングアールR・ジャクソンD・ジョンソン | 4                        | 一                       | B・パウエル              | 左                       | D・マクナリーE・ウィリアムズB・パウエルB・グリッチB・ロビンソンM・ベランガーA・バンブリーP・ブレアーR・コギンスT・デービス |
| 5                            | 一                           | G・テナス                    | 右                           | C・ハンターR・フォッシーG・テナスD・グリーンS・バンドーB・キャンパネリスJ・ルディA・マングアールR・ジャクソンD・ジョンソン | 5                        | 捕                       | E・ウィリアムズ          | 右                       | D・マクナリーE・ウィリアムズB・パウエルB・グリッチB・ロビンソンM・ベランガーA・バンブリーP・ブレアーR・コギンスT・デービス |
| 6                            | DH                           | D・ジョンソン                | 右                           | C・ハンターR・フォッシーG・テナスD・グリーンS・バンドーB・キャンパネリスJ・ルディA・マングアールR・ジャクソンD・ジョンソン | 6                        | 中                       | P・ブレアー              | 右                       | D・マクナリーE・ウィリアムズB・パウエルB・グリッチB・ロビンソンM・ベランガーA・バンブリーP・ブレアーR・コギンスT・デービス |
| 7                            | 中                           | A・マングアール              | 右                           | C・ハンターR・フォッシーG・テナスD・グリーンS・バンドーB・キャンパネリスJ・ルディA・マングアールR・ジャクソンD・ジョンソン | 7                        | 三                       | B・ロビンソン            | 右                       | D・マクナリーE・ウィリアムズB・パウエルB・グリッチB・ロビンソンM・ベランガーA・バンブリーP・ブレアーR・コギンスT・デービス |
| 8                            | 捕                           | R・フォッシー                | 右                           | C・ハンターR・フォッシーG・テナスD・グリーンS・バンドーB・キャンパネリスJ・ルディA・マングアールR・ジャクソンD・ジョンソン | 8                        | 二                       | B・グリッチ              | 右                       | D・マクナリーE・ウィリアムズB・パウエルB・グリッチB・ロビンソンM・ベランガーA・バンブリーP・ブレアーR・コギンスT・デービス |
| 9                            | 二                           | D・グリーン                  | 右                           | C・ハンターR・フォッシーG・テナスD・グリーンS・バンドーB・キャンパネリスJ・ルディA・マングアールR・ジャクソンD・ジョンソン | 9                        | 遊                       | M・ベランガー            | 右                       | D・マクナリーE・ウィリアムズB・パウエルB・グリッチB・ロビンソンM・ベランガーA・バンブリーP・ブレアーR・コギンスT・デービス |
| 先発投手                     | 先発投手                     | 先発投手                     | 投球                         | C・ハンターR・フォッシーG・テナスD・グリーンS・バンドーB・キャンパネリスJ・ルディA・マングアールR・ジャクソンD・ジョンソン | 先発投手                 | 先発投手                 | 先発投手                 | 投球                     | D・マクナリーE・ウィリアムズB・パウエルB・グリッチB・ロビンソンM・ベランガーA・バンブリーP・ブレアーR・コギンスT・デービス |
| C・ハンター                  | C・ハンター                  | C・ハンター                  | 右                           | C・ハンターR・フォッシーG・テナスD・グリーンS・バンドーB・キャンパネリスJ・ルディA・マングアールR・ジャクソンD・ジョンソン | D・マクナリー            | D・マクナリー            | D・マクナリー            | 左                       | D・マクナリーE・ウィリアムズB・パウエルB・グリッチB・ロビンソンM・ベランガーA・バンブリーP・ブレアーR・コギンスT・デービス |

### 第3戦 10月9日
- オークランド・アラメダ・カウンティ・コロシアム（カリフォルニア州オークランド）

|                              | 1 | 2 | 3 | 4 | 5 | 6 | 7 | 8 | 9 | 10 | 11 | R | H | E |
| ---------------------------- | - | - | - | - | - | - | - | - | - | -- | -- | - | - | - |
| ボルチモア・オリオールズ     | 0 | 1 | 0 | 0 | 0 | 0 | 0 | 0 | 0 | 0  | 0  | 1 | 3 | 0 |
| オークランド・アスレチックス | 0 | 0 | 0 | 0 | 0 | 0 | 0 | 1 | 0 | 0  | 1x | 2 | 4 | 3 |

1. 勝利：ケン・ホルツマン（1勝）
2. 敗戦：マイク・クェイヤー（1敗）
3. 本塁打
BAL：アール・ウィリアムズ1号ソロ
OAK：バート・キャンパネリス2号ソロ
4. 審判
［球審］ジョージ・マロニー
［塁審］一塁: ビル・ハラー、二塁: マール・アンソニー、三塁: ネスター・チャイラク
［外審］左翼: ラリー・マッコイ、右翼: ジム・オドム
5. 昼間試合  試合時間: 2時間23分  観客: 3万4367人
詳細: Baseball-Reference.com

| ボルチモア・オリオールズ | ボルチモア・オリオールズ | ボルチモア・オリオールズ | ボルチモア・オリオールズ | ボルチモア・オリオールズ | オークランド・アスレチックス | オークランド・アスレチックス | オークランド・アスレチックス | オークランド・アスレチックス | オークランド・アスレチックス                                                                                                 |
| ------------------------ | ------------------------ | ------------------------ | ------------------------ | --- | ---------------------------- | ---------------------------- | ---------------------------- | ---------------------------- | --- |
| 打順                     | 守備                     | 選手                     | 打席                     | M・クェイヤーA・エチェバレンE・ウィリ · アムズB・グリッチB・ロビンソンM・ベランガーD・ベイラーP・ブレアーM・レッテン · マンドT・デービス | 打順                         | 守備                         | 選手                         | 打席                         | K・ホルツマンR・フォッシーG・テナスD・グリーンS・バンドーB・キャンパネリスJ・ルディB・コニグリアロR・ジャクソンD・ジョンソン |
| 1                        | 右                       | M・レッテンマンド        | 右                       | M・クェイヤーA・エチェバレンE・ウィリ · アムズB・グリッチB・ロビンソンM・ベランガーD・ベイラーP・ブレアーM・レッテン · マンドT・デービス | 1                            | 遊                           | B・キャンパネリス            | 右                           | K・ホルツマンR・フォッシーG・テナスD・グリーンS・バンドーB・キャンパネリスJ・ルディB・コニグリアロR・ジャクソンD・ジョンソン |
| 2                        | 二                       | B・グリッチ              | 右                       | M・クェイヤーA・エチェバレンE・ウィリ · アムズB・グリッチB・ロビンソンM・ベランガーD・ベイラーP・ブレアーM・レッテン · マンドT・デービス | 2                            | 左                           | J・ルディ                    | 右                           | K・ホルツマンR・フォッシーG・テナスD・グリーンS・バンドーB・キャンパネリスJ・ルディB・コニグリアロR・ジャクソンD・ジョンソン |
| 3                        | 中                       | P・ブレアー              | 右                       | M・クェイヤーA・エチェバレンE・ウィリ · アムズB・グリッチB・ロビンソンM・ベランガーD・ベイラーP・ブレアーM・レッテン · マンドT・デービス | 3                            | 三                           | S・バンドー                  | 右                           | K・ホルツマンR・フォッシーG・テナスD・グリーンS・バンドーB・キャンパネリスJ・ルディB・コニグリアロR・ジャクソンD・ジョンソン |
| 4                        | DH                       | T・デービス              | 右                       | M・クェイヤーA・エチェバレンE・ウィリ · アムズB・グリッチB・ロビンソンM・ベランガーD・ベイラーP・ブレアーM・レッテン · マンドT・デービス | 4                            | 右                           | R・ジャクソン                | 左                           | K・ホルツマンR・フォッシーG・テナスD・グリーンS・バンドーB・キャンパネリスJ・ルディB・コニグリアロR・ジャクソンD・ジョンソン |
| 5                        | 左                       | D・ベイラー              | 右                       | M・クェイヤーA・エチェバレンE・ウィリ · アムズB・グリッチB・ロビンソンM・ベランガーD・ベイラーP・ブレアーM・レッテン · マンドT・デービス | 5                            | 一                           | G・テナス                    | 右                           | K・ホルツマンR・フォッシーG・テナスD・グリーンS・バンドーB・キャンパネリスJ・ルディB・コニグリアロR・ジャクソンD・ジョンソン |
| 6                        | 三                       | B・ロビンソン            | 右                       | M・クェイヤーA・エチェバレンE・ウィリ · アムズB・グリッチB・ロビンソンM・ベランガーD・ベイラーP・ブレアーM・レッテン · マンドT・デービス | 6                            | DH                           | D・ジョンソン                | 右                           | K・ホルツマンR・フォッシーG・テナスD・グリーンS・バンドーB・キャンパネリスJ・ルディB・コニグリアロR・ジャクソンD・ジョンソン |
| 7                        | 一                       | E・ウィリアムズ          | 右                       | M・クェイヤーA・エチェバレンE・ウィリ · アムズB・グリッチB・ロビンソンM・ベランガーD・ベイラーP・ブレアーM・レッテン · マンドT・デービス | 7                            | 中                           | B・コニグリアロ              | 右                           | K・ホルツマンR・フォッシーG・テナスD・グリーンS・バンドーB・キャンパネリスJ・ルディB・コニグリアロR・ジャクソンD・ジョンソン |
| 8                        | 捕                       | A・エチェバレン          | 右                       | M・クェイヤーA・エチェバレンE・ウィリ · アムズB・グリッチB・ロビンソンM・ベランガーD・ベイラーP・ブレアーM・レッテン · マンドT・デービス | 8                            | 捕                           | R・フォッシー                | 右                           | K・ホルツマンR・フォッシーG・テナスD・グリーンS・バンドーB・キャンパネリスJ・ルディB・コニグリアロR・ジャクソンD・ジョンソン |
| 9                        | 遊                       | M・ベランガー            | 右                       | M・クェイヤーA・エチェバレンE・ウィリ · アムズB・グリッチB・ロビンソンM・ベランガーD・ベイラーP・ブレアーM・レッテン · マンドT・デービス | 9                            | 二                           | D・グリーン                  | 右                           | K・ホルツマンR・フォッシーG・テナスD・グリーンS・バンドーB・キャンパネリスJ・ルディB・コニグリアロR・ジャクソンD・ジョンソン |
| 先発投手                 | 先発投手                 | 先発投手                 | 投球                     | M・クェイヤーA・エチェバレンE・ウィリ · アムズB・グリッチB・ロビンソンM・ベランガーD・ベイラーP・ブレアーM・レッテン · マンドT・デービス | 先発投手                     | 先発投手                     | 先発投手                     | 投球                         | K・ホルツマンR・フォッシーG・テナスD・グリーンS・バンドーB・キャンパネリスJ・ルディB・コニグリアロR・ジャクソンD・ジョンソン |
| M・クェイヤー            | M・クェイヤー            | M・クェイヤー            | 左                       | M・クェイヤーA・エチェバレンE・ウィリ · アムズB・グリッチB・ロビンソンM・ベランガーD・ベイラーP・ブレアーM・レッテン · マンドT・デービス | K・ホルツマン                | K・ホルツマン                | K・ホルツマン                | 左                           | K・ホルツマンR・フォッシーG・テナスD・グリーンS・バンドーB・キャンパネリスJ・ルディB・コニグリアロR・ジャクソンD・ジョンソン |

### 第4戦 10月10日
- オークランド・アラメダ・カウンティ・コロシアム（カリフォルニア州オークランド）

|                              | 1 | 2 | 3 | 4 | 5 | 6 | 7 | 8 | 9 | R | H | E |
| ---------------------------- | - | - | - | - | - | - | - | - | - | - | - | - |
| ボルチモア・オリオールズ     | 0 | 0 | 0 | 0 | 0 | 0 | 4 | 1 | 0 | 5 | 8 | 0 |
| オークランド・アスレチックス | 0 | 3 | 0 | 0 | 0 | 1 | 0 | 0 | 0 | 4 | 7 | 0 |

1. 勝利：グラント・ジャクソン（1勝）
2. 敗戦：ローリー・フィンガーズ（1敗1S）
3. 本塁打
BAL：アンディ・エチェバレン1号3ラン、ボビー・グリッチ1号ソロ
4. 審判
［球審］ネスター・チャイラク
［塁審］一塁: ビル・ハラー、二塁: ジョージ・マロニー、三塁: ジム・オドム
［外審］左翼: マール・アンソニー、右翼: ラリー・マッコイ
5. 昼間試合  試合時間: 2時間31分  観客: 2万7497人
詳細: Baseball-Reference.com

| ボルチモア・オリオールズ | ボルチモア・オリオールズ | ボルチモア・オリオールズ | ボルチモア・オリオールズ | ボルチモア・オリオールズ | オークランド・アスレチックス | オークランド・アスレチックス | オークランド・アスレチックス | オークランド・アスレチックス | オークランド・アスレチックス                                                                                           |
| ------------------------ | ------------------------ | ------------------------ | ------------------------ | --- | ---------------------------- | ---------------------------- | ---------------------------- | ---------------------------- | --- |
| 打順                     | 守備                     | 選手                     | 打席                     | J・パーマーA・エチェバレンE・ウィリ · アムズB・グリッチB・ロビンソンM・ベランガーD・ベイラーP・ブレアーM・レッテン · マンドT・デービス | 打順                         | 守備                         | 選手                         | 打席                         | V・ブルーR・フォッシーG・テナスD・グリーンS・バンドーB・キャンパネリスJ・ルディV・ダバリーヨR・ジャクソンD・ジョンソン |
| 1                        | 右                       | M・レッテンマンド        | 右                       | J・パーマーA・エチェバレンE・ウィリ · アムズB・グリッチB・ロビンソンM・ベランガーD・ベイラーP・ブレアーM・レッテン · マンドT・デービス | 1                            | 遊                           | B・キャンパネリス            | 右                           | V・ブルーR・フォッシーG・テナスD・グリーンS・バンドーB・キャンパネリスJ・ルディV・ダバリーヨR・ジャクソンD・ジョンソン |
| 2                        | 二                       | B・グリッチ              | 右                       | J・パーマーA・エチェバレンE・ウィリ · アムズB・グリッチB・ロビンソンM・ベランガーD・ベイラーP・ブレアーM・レッテン · マンドT・デービス | 2                            | 左                           | J・ルディ                    | 右                           | V・ブルーR・フォッシーG・テナスD・グリーンS・バンドーB・キャンパネリスJ・ルディV・ダバリーヨR・ジャクソンD・ジョンソン |
| 3                        | 中                       | P・ブレアー              | 右                       | J・パーマーA・エチェバレンE・ウィリ · アムズB・グリッチB・ロビンソンM・ベランガーD・ベイラーP・ブレアーM・レッテン · マンドT・デービス | 3                            | 三                           | S・バンドー                  | 右                           | V・ブルーR・フォッシーG・テナスD・グリーンS・バンドーB・キャンパネリスJ・ルディV・ダバリーヨR・ジャクソンD・ジョンソン |
| 4                        | DH                       | T・デービス              | 右                       | J・パーマーA・エチェバレンE・ウィリ · アムズB・グリッチB・ロビンソンM・ベランガーD・ベイラーP・ブレアーM・レッテン · マンドT・デービス | 4                            | 右                           | R・ジャクソン                | 左                           | V・ブルーR・フォッシーG・テナスD・グリーンS・バンドーB・キャンパネリスJ・ルディV・ダバリーヨR・ジャクソンD・ジョンソン |
| 5                        | 一                       | E・ウィリアムズ          | 右                       | J・パーマーA・エチェバレンE・ウィリ · アムズB・グリッチB・ロビンソンM・ベランガーD・ベイラーP・ブレアーM・レッテン · マンドT・デービス | 5                            | 一                           | G・テナス                    | 右                           | V・ブルーR・フォッシーG・テナスD・グリーンS・バンドーB・キャンパネリスJ・ルディV・ダバリーヨR・ジャクソンD・ジョンソン |
| 6                        | 左                       | D・ベイラー              | 右                       | J・パーマーA・エチェバレンE・ウィリ · アムズB・グリッチB・ロビンソンM・ベランガーD・ベイラーP・ブレアーM・レッテン · マンドT・デービス | 6                            | 中                           | V・ダバリーヨ                | 左                           | V・ブルーR・フォッシーG・テナスD・グリーンS・バンドーB・キャンパネリスJ・ルディV・ダバリーヨR・ジャクソンD・ジョンソン |
| 7                        | 三                       | B・ロビンソン            | 右                       | J・パーマーA・エチェバレンE・ウィリ · アムズB・グリッチB・ロビンソンM・ベランガーD・ベイラーP・ブレアーM・レッテン · マンドT・デービス | 7                            | DH                           | D・ジョンソン                | 右                           | V・ブルーR・フォッシーG・テナスD・グリーンS・バンドーB・キャンパネリスJ・ルディV・ダバリーヨR・ジャクソンD・ジョンソン |
| 8                        | 捕                       | A・エチェバレン          | 右                       | J・パーマーA・エチェバレンE・ウィリ · アムズB・グリッチB・ロビンソンM・ベランガーD・ベイラーP・ブレアーM・レッテン · マンドT・デービス | 8                            | 捕                           | R・フォッシー                | 右                           | V・ブルーR・フォッシーG・テナスD・グリーンS・バンドーB・キャンパネリスJ・ルディV・ダバリーヨR・ジャクソンD・ジョンソン |
| 9                        | 遊                       | M・ベランガー            | 右                       | J・パーマーA・エチェバレンE・ウィリ · アムズB・グリッチB・ロビンソンM・ベランガーD・ベイラーP・ブレアーM・レッテン · マンドT・デービス | 9                            | 二                           | D・グリーン                  | 右                           | V・ブルーR・フォッシーG・テナスD・グリーンS・バンドーB・キャンパネリスJ・ルディV・ダバリーヨR・ジャクソンD・ジョンソン |
| 先発投手                 | 先発投手                 | 先発投手                 | 投球                     | J・パーマーA・エチェバレンE・ウィリ · アムズB・グリッチB・ロビンソンM・ベランガーD・ベイラーP・ブレアーM・レッテン · マンドT・デービス | 先発投手                     | 先発投手                     | 先発投手                     | 投球                         | V・ブルーR・フォッシーG・テナスD・グリーンS・バンドーB・キャンパネリスJ・ルディV・ダバリーヨR・ジャクソンD・ジョンソン |
| J・パーマー              | J・パーマー              | J・パーマー              | 右                       | J・パーマーA・エチェバレンE・ウィリ · アムズB・グリッチB・ロビンソンM・ベランガーD・ベイラーP・ブレアーM・レッテン · マンドT・デービス | V・ブルー                    | V・ブルー                    | V・ブルー                    | 左                           | V・ブルーR・フォッシーG・テナスD・グリーンS・バンドーB・キャンパネリスJ・ルディV・ダバリーヨR・ジャクソンD・ジョンソン |

### 第5戦 10月11日
- オークランド・アラメダ・カウンティ・コロシアム（カリフォルニア州オークランド）

|                              | 1 | 2 | 3 | 4 | 5 | 6 | 7 | 8 | 9 | R | H | E |
| ---------------------------- | - | - | - | - | - | - | - | - | - | - | - | - |
| ボルチモア・オリオールズ     | 0 | 0 | 0 | 0 | 0 | 0 | 0 | 0 | 0 | 0 | 5 | 2 |
| オークランド・アスレチックス | 0 | 0 | 1 | 2 | 0 | 0 | 0 | 0 | X | 3 | 7 | 0 |

1. 勝利：キャットフィッシュ・ハンター（2勝）
2. 敗戦：ドイル・アレクサンダー（1敗）
3. 審判
［球審］ビル・ハラー
［塁審］一塁: ネスター・チャイラク、二塁: ジョージ・マロニー、三塁: ジム・オドム
［外審］左翼: マール・アンソニー、右翼: ラリー・マッコイ
4. 昼間試合  試合時間: 2時間11分  観客: 2万4265人
詳細: Baseball-Reference.com

| ボルチモア・オリオールズ | ボルチモア・オリオールズ | ボルチモア・オリオールズ | ボルチモア・オリオールズ | ボルチモア・オリオールズ | オークランド・アスレチックス | オークランド・アスレチックス | オークランド・アスレチックス | オークランド・アスレチックス | オークランド・アスレチックス                                                                                         |
| ------------------------ | ------------------------ | ------------------------ | ------------------------ | --- | ---------------------------- | ---------------------------- | ---------------------------- | ---------------------------- | --- |
| 打順                     | 守備                     | 選手                     | 打席                     | D・アレクサンダーA・エチェバレンE・ウィリ · アムズB・グリッチB・ロビンソンM・ベランガーA・バンブリーP・ブレアーR・コギンスT・デービス | 打順                         | 守備                         | 選手                         | 打席                         | C・ハンターR・フォッシーG・テナスD・グリーンS・バンドーB・キャンパネリスJ・ルディV・ダバリーヨR・ジャクソンJ・アルー |
| 1                        | 左                       | A・バンブリー            | 左                       | D・アレクサンダーA・エチェバレンE・ウィリ · アムズB・グリッチB・ロビンソンM・ベランガーA・バンブリーP・ブレアーR・コギンスT・デービス | 1                            | 遊                           | B・キャンパネリス            | 右                           | C・ハンターR・フォッシーG・テナスD・グリーンS・バンドーB・キャンパネリスJ・ルディV・ダバリーヨR・ジャクソンJ・アルー |
| 2                        | 右                       | R・コギンス              | 左                       | D・アレクサンダーA・エチェバレンE・ウィリ · アムズB・グリッチB・ロビンソンM・ベランガーA・バンブリーP・ブレアーR・コギンスT・デービス | 2                            | 左                           | J・ルディ                    | 右                           | C・ハンターR・フォッシーG・テナスD・グリーンS・バンドーB・キャンパネリスJ・ルディV・ダバリーヨR・ジャクソンJ・アルー |
| 3                        | DH                       | T・デービス              | 右                       | D・アレクサンダーA・エチェバレンE・ウィリ · アムズB・グリッチB・ロビンソンM・ベランガーA・バンブリーP・ブレアーR・コギンスT・デービス | 3                            | 三                           | S・バンドー                  | 右                           | C・ハンターR・フォッシーG・テナスD・グリーンS・バンドーB・キャンパネリスJ・ルディV・ダバリーヨR・ジャクソンJ・アルー |
| 4                        | 一                       | E・ウィリアムズ          | 右                       | D・アレクサンダーA・エチェバレンE・ウィリ · アムズB・グリッチB・ロビンソンM・ベランガーA・バンブリーP・ブレアーR・コギンスT・デービス | 4                            | 右                           | R・ジャクソン                | 左                           | C・ハンターR・フォッシーG・テナスD・グリーンS・バンドーB・キャンパネリスJ・ルディV・ダバリーヨR・ジャクソンJ・アルー |
| 5                        | 中                       | P・ブレアー              | 右                       | D・アレクサンダーA・エチェバレンE・ウィリ · アムズB・グリッチB・ロビンソンM・ベランガーA・バンブリーP・ブレアーR・コギンスT・デービス | 5                            | 一                           | G・テナス                    | 右                           | C・ハンターR・フォッシーG・テナスD・グリーンS・バンドーB・キャンパネリスJ・ルディV・ダバリーヨR・ジャクソンJ・アルー |
| 6                        | 三                       | B・ロビンソン            | 右                       | D・アレクサンダーA・エチェバレンE・ウィリ · アムズB・グリッチB・ロビンソンM・ベランガーA・バンブリーP・ブレアーR・コギンスT・デービス | 6                            | 中                           | V・ダバリーヨ                | 左                           | C・ハンターR・フォッシーG・テナスD・グリーンS・バンドーB・キャンパネリスJ・ルディV・ダバリーヨR・ジャクソンJ・アルー |
| 7                        | 二                       | B・グリッチ              | 右                       | D・アレクサンダーA・エチェバレンE・ウィリ · アムズB・グリッチB・ロビンソンM・ベランガーA・バンブリーP・ブレアーR・コギンスT・デービス | 7                            | DH                           | J・アルー                    | 右                           | C・ハンターR・フォッシーG・テナスD・グリーンS・バンドーB・キャンパネリスJ・ルディV・ダバリーヨR・ジャクソンJ・アルー |
| 8                        | 捕                       | A・エチェバレン          | 右                       | D・アレクサンダーA・エチェバレンE・ウィリ · アムズB・グリッチB・ロビンソンM・ベランガーA・バンブリーP・ブレアーR・コギンスT・デービス | 8                            | 捕                           | R・フォッシー                | 右                           | C・ハンターR・フォッシーG・テナスD・グリーンS・バンドーB・キャンパネリスJ・ルディV・ダバリーヨR・ジャクソンJ・アルー |
| 9                        | 遊                       | M・ベランガー            | 右                       | D・アレクサンダーA・エチェバレンE・ウィリ · アムズB・グリッチB・ロビンソンM・ベランガーA・バンブリーP・ブレアーR・コギンスT・デービス | 9                            | 二                           | D・グリーン                  | 右                           | C・ハンターR・フォッシーG・テナスD・グリーンS・バンドーB・キャンパネリスJ・ルディV・ダバリーヨR・ジャクソンJ・アルー |
| 先発投手                 | 先発投手                 | 先発投手                 | 投球                     | D・アレクサンダーA・エチェバレンE・ウィリ · アムズB・グリッチB・ロビンソンM・ベランガーA・バンブリーP・ブレアーR・コギンスT・デービス | 先発投手                     | 先発投手                     | 先発投手                     | 投球                         | C・ハンターR・フォッシーG・テナスD・グリーンS・バンドーB・キャンパネリスJ・ルディV・ダバリーヨR・ジャクソンJ・アルー |
| D・アレクサンダー        | D・アレクサンダー        | D・アレクサンダー        | 右                       | D・アレクサンダーA・エチェバレンE・ウィリ · アムズB・グリッチB・ロビンソンM・ベランガーA・バンブリーP・ブレアーR・コギンスT・デービス | C・ハンター                  | C・ハンター                  | C・ハンター                  | 右                           | C・ハンターR・フォッシーG・テナスD・グリーンS・バンドーB・キャンパネリスJ・ルディV・ダバリーヨR・ジャクソンJ・アルー |